# John Anthony Brooks
John Anthony Brooks (* 28. Januar 1993 in Berlin) ist ein deutsch-US-amerikanischer Fußballspieler. Der Abwehrspieler spielt seit August 2024 für seinen ehemaligen Jugendverein Hertha BSC.

## Vereinskarriere

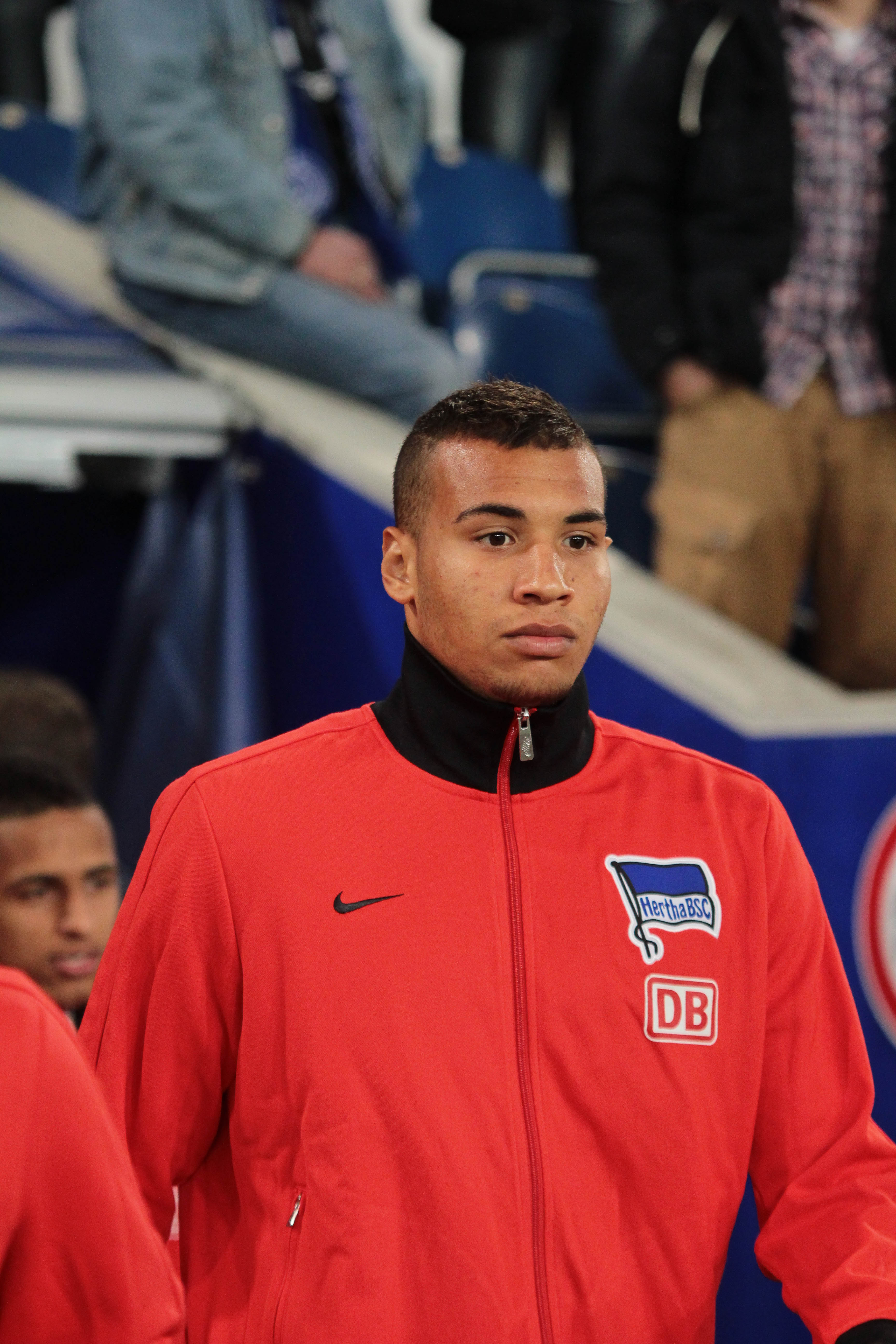
Brooks (2012)

### Karrierebeginn in Berlin
Nach den Stationen Blau Weiss Berlin, Lichtenrader BC und Hertha Zehlendorf wechselte Brooks 2007 in die Jugendabteilung von Hertha BSC. Dort spielte er, bis ihn der Trainer von Herthas U-23 Karsten Heine in der Winterpause der Regionalliga-Spielzeit 2010/11 in seine Mannschaft holte. Dort wurde er Stammspieler und spielte nach seinem Debüt im Spiel beim TSV Havelse noch weitere 15-mal. Im Mai 2011 unterschrieb Brooks einen Vertrag als Profi bei Hertha BSC. Er kam in der Saison 2011/12 allerdings nur in der zweiten Mannschaft zum Einsatz. Er fiel den Scouts des FC Bayern München auf, deren Angebot er jedoch ausschlug und in Berlin blieb. Er debütierte für die erste Mannschaft am 3. August 2012 am ersten Spieltag der Saison 2012/13 im Heimspiel gegen den SC Paderborn 07 in der 2. Bundesliga. Am letzten Spieltag der Hinrunde 2014/15 am 21. Dezember 2014 im Spiel gegen die TSG 1899 Hoffenheim erzielte er innerhalb dreier Minuten ein Eigentor und verursachte einen Foulelfmeter; das Spiel verlor Hertha BSC mit 0:5. Sein Vertrag bei Hertha BSC lief bis 2019.

### VfL Wolfsburg

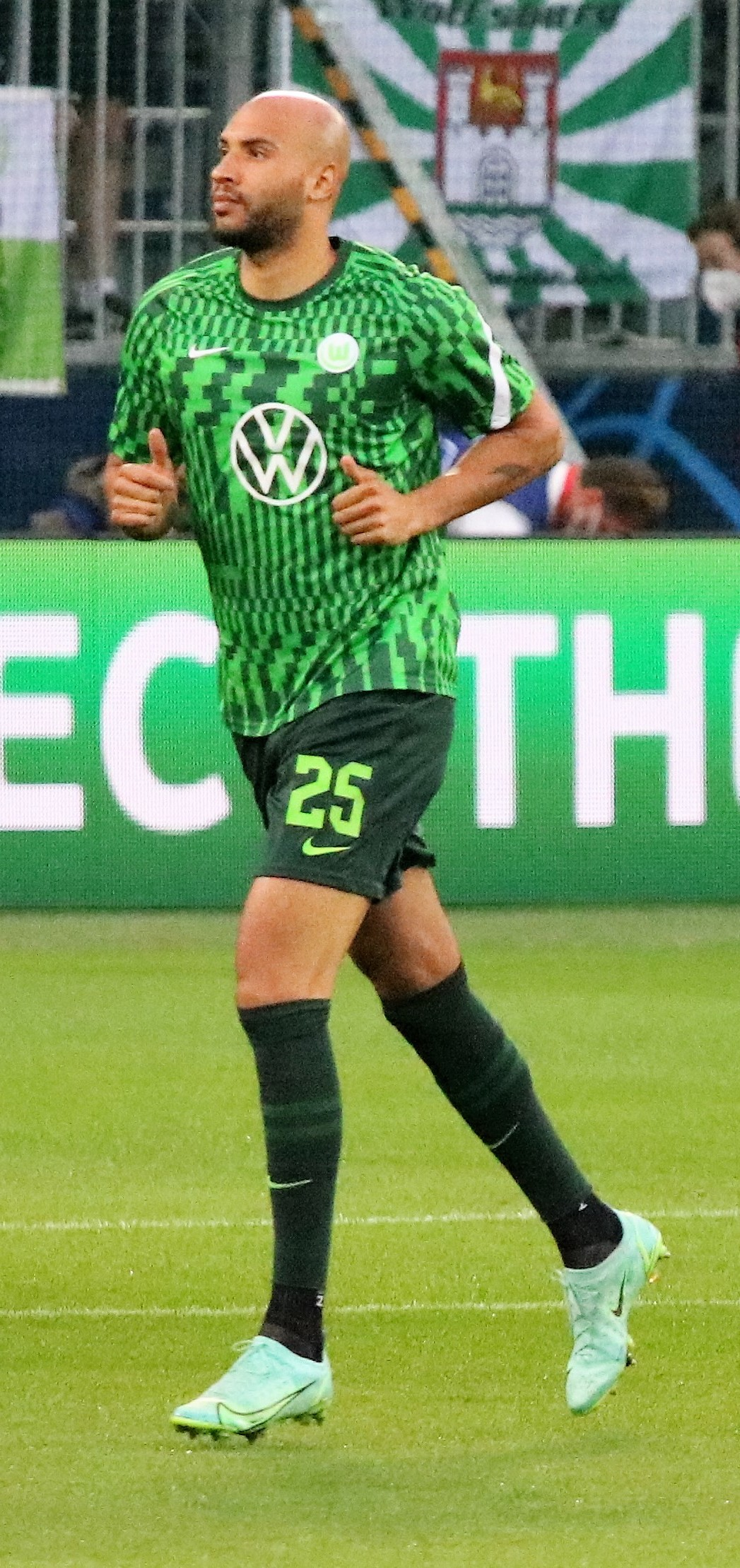
Brooks (2021)

Zur Saison 2017/18 wechselte Brooks zum Ligakonkurrenten VfL Wolfsburg und unterschrieb dort einen bis 2022 laufenden Vertrag. Durch eine Ablösesumme die etwa 17 Millionen Euro betrug, war Brooks zu diesem Zeitpunkt der teuerste Abgang in der Geschichte von Hertha BSC und der bisher teuerste US-amerikanische Fußballspieler. Am 13. August 2017 debütierte Brooks für den VfL im Pokalspiel gegen Eintracht Norderstedt und verletzte sich dabei am Oberschenkel. Infolge der Verletzung verpasste er den Saisonstart in der Bundesliga. Durch eine weitere Verletzung am Knie absolvierte der US-Amerikaner nur 9 Ligaspiele in dieser Spielzeit, war aber Ende Mai 2018 rechtzeitig für die Relegation wieder einsatzbereit. In der Relegation setzten sich Wolfsburg und Brooks mit zwei Siegen gegen Holstein Kiel durch und sicherten damit den Klassenerhalt. Nach einem schwierigen ersten Jahr in Wolfsburg war Brooks ab der Saison 2018/19 in der Startelf der Wolfsburger gesetzt und erzielte am 25. August 2018 gegen den FC Schalke 04 sein erstes Tor für den VfL. Am Ende der Saison sicherte sich der Verein durch einen deutlichen 8:1-Heimsieg gegen den FC Augsburg die Teilnahme an der UEFA Europa League. In der Europa League erreichten Brooks und Wolfsburg das Achtelfinale und schieden dort gegen Schachtar Donezk aus. Über die Bundesliga konnten sich die Autostädter in der Saison 2019/20 aber erneut die Teilnahme am Europapokal sichern. Die Spielzeit 2020/21 startete mit einer Niederlage gegen AEK Athen und dem damit verbundenen Ausscheiden in der Qualifikation für die Europa League sehr enttäuschend, aber am Ende der Spielzeit belegten Brooks und Wolfsburg den 4. Tabellenplatz und qualifizierten sich damit zum dritten Mal in der Vereinsgeschichte für die UEFA Champions League. Brooks war zu diesem Zeitpunkt ein unumstrittener Stammspieler und Führungsspieler für Wolfsburg und gehörte ab Oktober 2020 auch dem Mannschaftsrat an. Die Saison 2021/22 war dagegen eine sehr durchwachsene Spielzeit für Brooks und Wolfsburg. Nach den erfolgreichen Jahren rutschte der Verein wieder in das Mittelfeld der Bundesliga ab und in der Champions League schied man als Tabellenletzter in der Gruppenphase aus. Sportlich konnte Brooks in dieser Saison nicht mehr überzeugen und so wurde bereits Anfang März 2022 bekannt gegeben, dass der auslaufende Vertrag nicht mehr verlängert wird. Für Wolfsburg absolvierte er insgesamt 146 Pflichtspiele und erzielte dabei 7 Tore.

### Über Lissabon nach Hoffenheim
Zur Saison 2022/23 wechselte er zu Benfica Lissabon. Brooks absolvierte sein erstes Spiel für Benfica im September 2022, als er beim 5:0-Heimsieg gegen CS Marítimo in der 89. Spielminute für António Silva eingewechselt wurde. Es folgte nur ein weiterer Kurzeinsatz in der Liga, ansonsten saß Brooks nur auf der Ersatzbank oder stand nicht im Kader von Benfica Lissabon.
Im Januar 2023 wechselte Brooks nach einem halben Jahr in Portugal zurück nach Deutschland in die Bundesliga zur TSG 1899 Hoffenheim. Zwei Tage nach seinem Transfer absolvierte er bei der 1:4-Niederlage gegen Borussia Mönchengladbach in der Fußball-Bundesliga sein Debüt für die TSG. Brooks war auf Anhieb ein wichtiger Bestandteil der 1. Mannschaft und hatte damit auch einen großen Anteil daran, dass die TSG Hoffenheim die Spielzeit 2022/23 nach langem Abstiegskampf noch auf dem 12. Tabellenplatz beendete. Zur Saison 2023/24 wurde Brooks bereits nach einem halben Jahr im Verein in den Mannschaftsrat gewählt. Sein erstes Tor für die TSG erzielte er Anfang September 2023 beim 3:1-Heimsieg gegen seinen ehemaligen Arbeitgeber VfL Wolfsburg. Ende Mai 2024 gab die TSG 1899 Hoffenheim bekannt, dass der im Sommer 2024 auslaufende Vertrag nicht verlängert wird. Brooks absolvierte in eineinhalb Jahren 39 Pflichtspiele für die TSG und erzielte dabei 2 Tore. 

### Rückkehr nach Berlin
Ende August 2024 kehrte Brooks nach 7 Jahren zu seinem ehemaligen Jugendverein Hertha BSC zurück und unterschrieb dort einen Vertrag bis Sommer 2026. Wenige Tage nach seinem Transfer verletzte er sich im Training am Sprunggelenk und fiel anschließend die gesamte Saison aus.

## Nationalmannschaftskarriere
Brooks lief für die U20-Auswahl der Vereinigten Staaten auf und absolvierte auch ein Spiel für die deutsche U20-Nationalmannschaft. Von Trainer Jürgen Klinsmann wurde er Ende Juli 2013 erstmals in den Kader der amerikanischen A-Nationalmannschaft berufen. Am 14. August 2013 stand er daraufhin im Freundschaftsspiel gegen Bosnien-Herzegowina in der Startelf der USA und debütierte damit für die Auswahlmannschaft. 10 Monate nach seinem Debüt gehörte er dem Kader für die Weltmeisterschaft 2014 in Brasilien an. Bei der WM spielte Brooks nur im ersten Gruppenspiel für Amerika und erzielte dort gegen Ghana mit seinem ersten Tor im Trikot der Nationalmannschaft den Siegtreffer zum 2:1-Endstand. Amerika erreichte bei dem Turnier das Achtelfinale und verlor dieses gegen Belgien. Im folgenden Jahr spielte er regelmäßig für die Nationalmannschaft und nahm mit dieser am Gold Cup 2015 teil. Dort erreichte Brooks mit den USA das Halbfinale, in welchem die Auswahlmannschaft knapp mit 1:2 gegen Jamaika verlor. Ende 2015 spielte er zwischenzeitlich für die U23-Nationalmannschaft, kehrte aber zur Copa América Centenario 2016 wieder in den Kader der A-Nationalmannschaft zurück. Bei der panamerikanischen Meisterschaft war Brooks ein fester Bestandteil der Startelf und erreichte mit den USA das Halbfinale, welches Argentinien deutlich mit 0:4 gewinnen konnte. Ab Mitte 2017 spielte Brooks nur noch unregelmäßiger für die A-Nationalmannschaft und gehörte 2017 und 2019 nicht dem Kader für den Gold Cup an. Anfang Juni 2021 gewann Brooks im Finale gegen Mexiko die CONCACAF Nations League, gehörte aber im Anschluss nicht dem Kader für den Gold Cup 2021 an. Sein 45. und bisher letztes Länderspiel absolvierte Brooks am 9. September 2021 gegen Honduras. 

## Erfolge
Hertha BSC
- Deutscher Zweitligameister und Aufstieg in die 1. Bundesliga: 2012/13
- Meister der B-Junioren Bundesliga Nord/Nordost: 2009/10

USA
- CONCACAF-Nations-League-Sieger: 2019–21

### Auszeichnungen
- CONCACAF-Team des Jahrzehnts (IFFHS): 2011–2020[30]
- Team des Turniers: Finalrunde der CONCACAF Nations League 2019–21[31]

## Persönliches
John Anthony Brooks wurde 1993 als Sohn einer deutschen Mutter und eines US-amerikanischen Vaters in Berlin geboren. Sein Vater stammt aus Chicago und war für den Militärdienst in Deutschland stationiert.